# 直布罗陀社会主义工党
直布罗陀社会主义工党（英語：Gibraltar Socialist Labour Party，缩写为GSLP）是直布罗陀主要政党之一。该党成立于1978年，为直布罗陀现存政党中历史最悠久的。该党创建者是乔·博萨诺。该党现任领导人是費邊·皮卡多，2011年就任。

## 历史
在博萨诺任职期间，运输和普通工人工会在为直布罗陀所有工人争取与英国同等待遇方面发挥了重要作用。博萨诺于1975年离开融入英国党，并创立了直布罗陀民主运动。该党在1976年选举中参选，并在直布罗陀议会赢得了四个席位。1978年，直布罗陀民主运动改组为直布罗陀社会主义工党，并在1980年选举中获得了一个席位，即博萨诺的席位。在1984年选举中，由于英国政府处理直布罗陀皇家海军造船厂未来的方式引发直布罗陀人的不满，直布罗陀社会主义工党利用了这一机会。他们反对将船坞转移给阿普尔多尔造船厂（这会导致约400个工作岗位流失），并在议会15个席位中赢得了7个。 该党最终于1988年至1996年执政。
2011年4月，乔·博萨诺辞去党魁职务，由費邊·皮卡多接任。

## 意识形态与政策

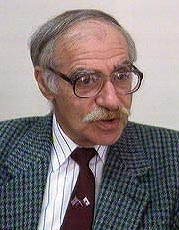
直布罗陀社会主义工党创始人乔·博萨诺

与直布罗陀所有其他政党一样，直布罗陀社会主义工党支持直布罗陀的自决，并反对任何走向英国与西班牙共同主权的举动。该党与英国工党有着密切的党员和个人联系，许多重要成员在英国期间都曾参与工党事务。直布罗陀社会主义工党在2014年欧洲议会选举中也支持工党，如同在之前的欧洲选举中一样。
该党坚决支持直布罗陀的领土完整，特别是寻求承认直布罗陀拥有与其他英国海外领土一样的12英里领海界限，并认为西班牙对当前3英里领海界限的侵犯是“敌对和不友好的行为”。
该党认为《2006年直布罗陀宪法》并未使直布罗陀非殖民化，并主张继续参与所有讨论直布罗陀问题的联合国场合，包括联合国非殖民化特别委员会，直到联合国承认直布罗陀的非殖民化，并为直布罗陀在英国王室下实现作为一个完全自治领土的新国际地位。

## 选举
在1980年直布罗陀立法议会选举中，该党赢得了其在议会的第一个席位。
在1984年选举中，该党赢得34.2%的选票和7个席位。
在1988年选举中，该党赢得58.2%的选票和8个席位，组建了新政府。
在1992年选举中，该党赢得73.1%的选票和8个席位。
在1996年选举中，该党赢得42.95%的选票和7个席位。
在GSLP反对党议员罗伯特·莫尔去世后的1999年补选中，由社工党支持的自由党领袖约瑟夫·加西亚博士赢得了51.46%的选票和该席位。他是第一位参加选举的社工党/自由党联合候选人。
在2000年选举中，该党（与自由党联盟）赢得25.62%的选票和5个席位。
在2003年选举中，该党（与自由党联盟）赢得25.08%的选票和5个席位。
在2007年选举中，在新命名（并重组）的直布罗陀议会中，该党（与自由党联盟）赢得31.84%的选票和4个席位。
在2011年选举中，该党（与自由党联盟）赢得34.23%的选票和7个席位，并与自由党赢得的3个席位一起组建了新的直布罗陀政府。
在2013年补选中，因住房部长查尔斯·布鲁松（社工党）去世，社工党候选人阿尔伯特·伊索拉以49.84%的选票赢得了空缺席位。
在2015年选举中，该党（与自由党联盟）赢得47.83%的选票和7个席位。
在欧洲议会第六届任期内，社工党由PES党团的欧洲议会议员格林·福特代表。 然而，福特在2009年欧洲议会选举中失去了席位。
在欧洲议会选举期间，社工党支持并认可英国工党。

## 选举结果

### 直布罗陀议会
| 选举 | 选票   | %      | 席位   | 变化 | 执政情况   |
| ---- | ------ | ------ | ------ | ---- | ---------- |
| 1980 |        |        | 1 / 15 |      | 反对党     |
| 1984 | 32,534 | 34.10  | 7 / 15 | ▲ 6  | 反对党     |
| 1988 | 60,626 | 58.22  | 8 / 15 | ▲ 1  | 政府       |
| 1992 | 65,997 | 73.1   | 8 / 15 | ━    | 政府       |
| 1996 | 54,443 | 42.95  | 7 / 15 | ▼ 1  | 反对党     |
| 2000 | 29,610 | 25.62  | 5 / 15 | ▼ 1  | 反对党联盟 |
| 2003 | 28,382 | 25.08  | 5 / 15 | ━    | 反对党联盟 |
| 2007 | 49,277 | 31.84  | 4 / 17 | ▼ 1  | 反对党联盟 |
| 2011 | 59,824 | 34.23  | 7 / 17 | ▲ 3  | 联合政府   |
| 2015 | 70,551 | 47.83  | 7 / 17 | ━    | 联合政府   |
| 2019 | 58,576 | 37.00  | 7 / 17 | ━    | 联合政府   |
| 2023 | 63,700 | 35.44% | 7 / 17 | ━    | 联合政府   |

### 补选
| 选举 | 选票  | %     | 席位  | 变化 |
| ---- | ----- | ----- | ----- | ---- |
| 2013 | 4,899 | 49.84 | 1 / 1 | ━    |

## 历任党魁
| 领袖 | 领袖        | 任期             | 备注                                                                                            |
| ---- | ----------- | ---------------- | ----------------------------------------------------------------------------------------------- |
| 1    | 乔·博萨诺   | 1978年–2011年4月 | 1988年至1996年任 直布罗陀首席大臣 自1972年起担任议员（自1980年起代表该党） 自2011年起任经济部长 |
| 2    | 費邊·皮卡多 | 2011年4月 – 至今 | 自2011年起任 直布罗陀首席大臣                                                                   |